# 莱勒叙安特
莱勒叙安特（法語：Les Ressuintes）是法国厄尔-卢瓦省的一个市镇，属于德勒区。

## 地理
莱勒叙安特（48°35'43"N, 0°56'16"E）面积7.46 平方千米，位于法国中央-卢瓦尔河谷大区厄尔-卢瓦省，该省份为法国北部内陆省份，北起顺时针与厄尔省、伊夫林省、埃松省、卢瓦雷省、卢瓦-谢尔省、萨尔特省和奧恩省接壤。
与莱勒叙安特接壤的市镇（或旧市镇、城区）包括：朗布洛尔、拉皮赛、维达姆堡。

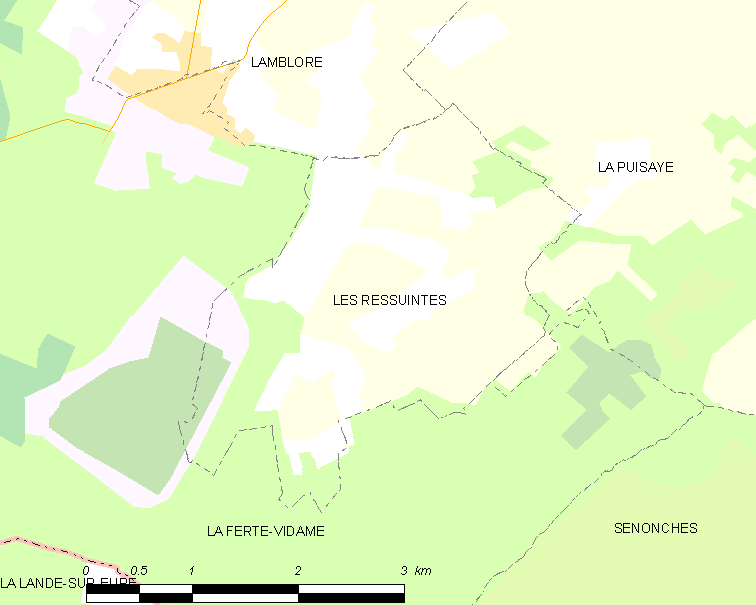
莱勒叙安特的OSM定位图

莱勒叙安特的时区为UTC+01:00、UTC+02:00（夏令时）。

## 行政
莱勒叙安特的邮政编码为28340，INSEE市镇编码为28314。

## 政治
莱勒叙安特所属的省级选区为圣吕班德容什雷县。

## 人口

1962-2008年间莱勒叙安特人口变化图示

莱勒叙安特于2022年1月1日时的人口数量为153人。